# Вельсунги
Вельсунги (або Вьольсунги) — в скандинавській міфології рід героїв, які вели своє походження від бога Одіна. Найвідоміші герої цього роду — Сігмунд, Гельгі та Сігурд, сини Сігмунда. Рід Вельсунгів згадується та оспівується у «Старшій Едді», «Сазі про Вьольсунгів» та «Пісні про Нібелунгів». Найвідоміший герой з цього роду — Сігурд. Перекази про нього зробили великий внесок в світову культуру.
Герої роду Вельсунгів:
- Сігі — син Одіна.
- Рерір — син Сігі.
- Вельсе (Вельсунг) — син Реріра.
- Зігмунд — син Вельсунга.
- Сінфйотлі — син Зігмунда та його сестри Сігню.
- Гельгі — перший син Сігмунда від Борггільд.
- Гамунд — другий син Сігмунда від Борггільд.
- Сігурд — син Сігмунда від Г'йордіс.
- гуннар Другий — Син Сігурда від гудрун.